# Genealogický test DNA

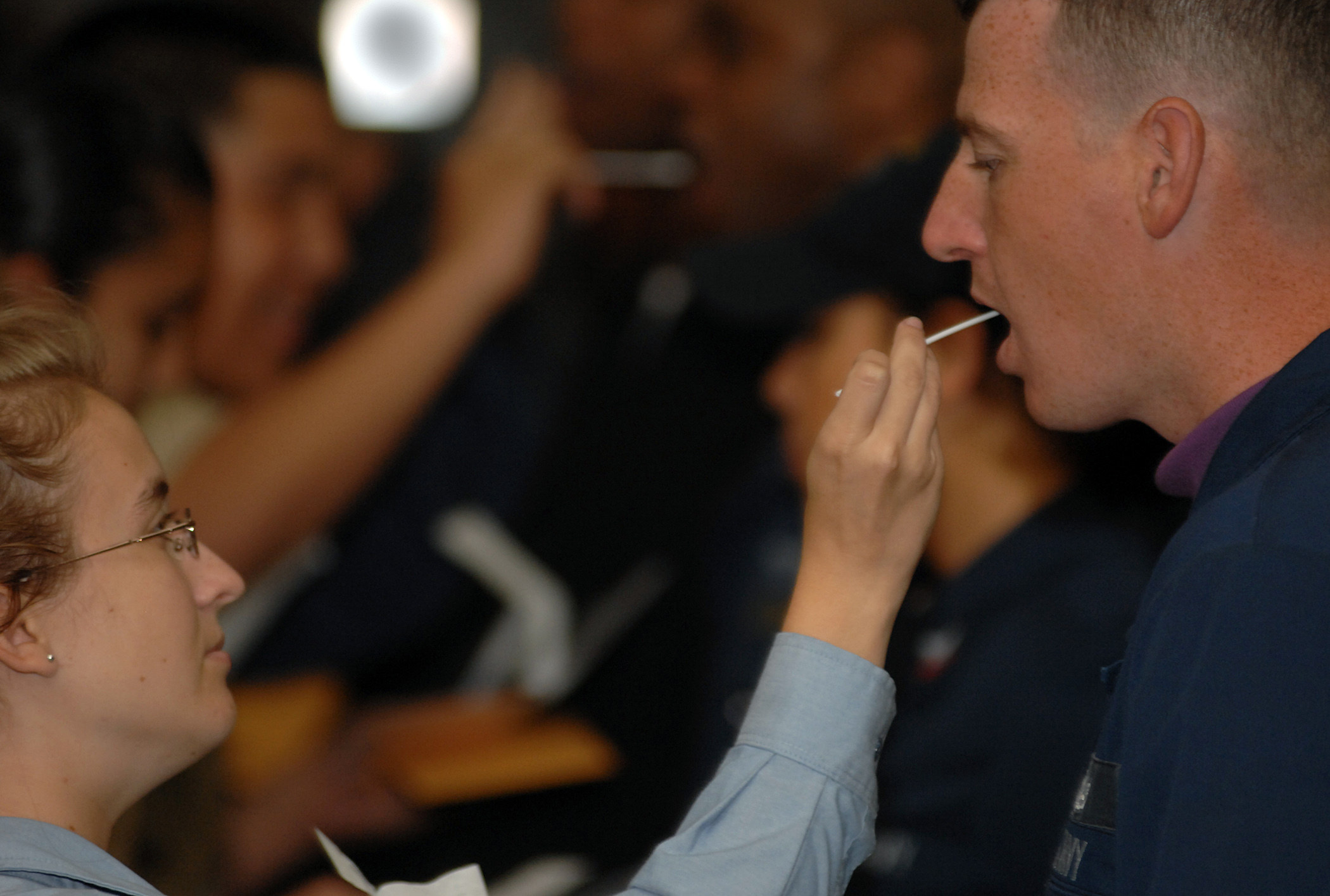
Odběr vzorku DNA ze stěny dutiny ústní prostřednictvím vatové tyčinky

Genealogický test DNA je základním nástrojem genetické genealogie spočívajícím v analýze DNA zkoumaného člověka (STR-markery či SNP-markery). Účelem takovýchto testů je získat hodnoty markerů poskytující informace o rodové linii testovaného, využitelné v rámci genealogického bádání. Výsledky těchto testů tedy nejsou primárně určeny k použití pro lékařskou diagnózu ani pro zjištění vrozených dispozic k některým genetickým poruchám. Zobecněním většího množství výsledků genealogických testů DNA lze prohlubovat znalosti původu současné populace a historického vývoje různých etnik (např. studiem haploskupin).

## Postup
Vzorkem pro genealogický test DNA jsou zpravidla stěry z ústní dutiny, které se po bezbolestném odběru zasílají do genetické laboratoře. Kromě vzorků odebraných na standardní tampony je možné k analýze použít i nestandardní vzorek, jako je zubní kartáček, nedopalek cigarety, věc osobní potřeby či použitá sklenička. Genealogický test DNA je možné provést i z archeologických nálezů kostí. V řadě laboratoří lze při splnění podmínek uložených zákonem na ochranu osobních údajů dohodnout uložení vzorků pro případné další testy.

## Typy testů
K nejžádanějším testům patří analýza chromozómu Y (Y-DNA) – otcovská linie – a dále test mitochondriální DNA (mtDNA) – mateřská linie. K určení kombinovaného původu všech linií předků v nedávné minulosti (několik málo generací) či ověření poměrně blízké příbuznosti lze s výhodou využít test autozomální DNA (atDNA).

Chromozom Y se předává z otce na syna, díky čemuž umožňuje sledovat původ jednotlivce v přímé otcovské linii.

### Test chromozomu Y (Y-DNA)
Otcovskou linii daného muže lze stopovat prostřednictvím DNA obsažené v jeho chromozómu Y (Y-DNA). Protože většina evropských příjmení přechází z otce na syna, může taková analýza přispět k poznání toho, zda mají různí nositelé stejného příjmení společného předka. Pro zjištění otcovské linie v případě žen je nutné použít vzorek otce, bratra, strýce z otcovy strany, děda, bratrance, tedy kohokoliv, kdo sdílí stejnou otcovskou linii.

#### Předmět testů
Test Y-DNA spočívá v analýze segmentů DNA chromozómu Y (přítomném pouze u mužů), zvaných krátká tandemová repetice (STR z anglického Short Tandem Repeat). Testované segmenty jsou označovány jako markery a nacházejí se v nekódující části DNA.

##### STR markery
STR vyjadřují změnu počtu opakování daného segmentu DNA. Opakující se sady nukleotidů se nazývají genetické markery a jsou evidovány ve tvaru DYS číslo. DYS je anglickou zkratkou z DNA Y-chromosome Segment number, tedy číslo segmentu DNA na chromozómu Y.

Na základě podobností a rozdílů testem zjištěných SNP-markerů (nebo též odhadem z STR-markerů) lze muže rozřazovat do haploskupin a jejich podskupin a rekonstruovat tak fylogenetický strom mužské části lidstva.

##### SNP markery
SNP markery jsou odchylky individuálních nukleotidů v sekvenci DNA. Mutace takových míst probíhají velmi pomalu. Tím jsou předurčeny k mapování historie člověka a sestavení jeho genetického stromu. Označení SNP markeru sestává z písmena a čísla. Písmeno představuje laboratoř nebo výzkumný tým, který daný marker objevil. Číslo je pak pořadí objevu v rámci příslušného týmu.

#### Rozbor výsledků
Test Y-DNA spočívá zpravidla v analýze 10-67 STR markerů chromozómu Y, i když dostupných je jich více než 100. Výsledkem testů je osobní haplotyp. Hodnoty SNP markerů naproti tomu odhalují příslušnou haploskupinu.

#### Haplotyp
Y-DNA haplotyp je číselná reprezentace genealogického testu Y-DNA. Každá z hodnot má charakteristické zastoupení v rámci populace. Hodnoty markeru DYS 455 se pohybují např. v rozmezí 8-12. Nejběžnější hodnotou je pak 11.
Shody hodnot u různých osob mohou být známkou příbuzenského vztahu. Odhad období, kdy žil jejich společný předek, vychází ze statistiky. Pokud bylo u obou osob dosaženo shody ve 37 markerech, je 50% pravděpodobnost, že jejich společného předka lze nalézt v minulých pěti generacích. S pravděpodobností 90 % žil jejich předek v některé z posledních sedmnácti generací.
U testů hraje velkou roli počet analyzovaných markerů. Přestože se běžně určuje 12-17 markerů (dle použité diagnostické soupravy), je pro detailnější analýzy doporučeno markerů minimálně 25. Čím více testovaných markerů, tím přesnějších a konkrétnějších lze dosáhnout výsledků.
Výsledná kombinace hodnot STR markerů může signalizovat příslušnost k některé haploskupině. Jistotu lze získat však jedině pomocí specializovaného testu s využitím SNP markerů.

#### Haploskupina
Haploskupiny jsou velké skupiny haplotypů, které lze využít k charakterizaci populace. Často je lze geograficky lokalizovat.
| Haploskupiny chromozómu Y lidské DNA (Y-DNA) |                                  |   |   |   |    |    |    |    |    |   |   |    |    |   |   |   |    |    |   |   |   |  |
|                                              | Poslední společný předek (Y-DNA) |   |   |   |    |    |    |    |    |   |   |    |    |   |   |   |    |    |   |   |   |  |
| \|                                           |                                  |   |   |   |    |    |    |    |    |   |   |    |    |   |   |   |    |    |   |   |   |  |
|                                              | A                                | A | A | A | BR |    |    |    |    |   |   |    |    |   |   |   |    |    |   |   |   |  |
|                                              |                                  |   | B | B | B  | CR | CR | CR | CR |   |   |    |    |   |   |   |    |    |   |   |   |  |
|                                              |                                  |   |   |   | C  | DE | DE | F  | F  | F | F | F  | F  |   |   |   |    |    |   |   |   |  |
|                                              |                                  |   |   |   |    | D  | E  |    |    | G | H | IJ | IJ | K | K | K | K  |    |   |   |   |  |
|                                              |                                  |   |   |   |    |    |    |    |    |   |   | I  | J  |   | L | M | NO | NO | P | P |   |  |
|                                              |                                  |   |   |   |    |    |    |    |    |   |   |    |    |   |   |   | N  | O  |   | Q | R |  |
|                                              |                                  |   |   |   |    |    |    |    |    |   |   |    |    |   |   |   |    |    |   |   |   |  |

Y-DNA haploskupiny jsou určovány pomocí testů SNP. SNP jsou místa DNA, kde došlo k mutaci nukleotidu, popř. k záměně jednoho nukleotidu za jiný. Aby mohlo být takové místo považováno za významné pro další sledování, musí být taková mutace zastoupena alespoň mezi 1 % populace.[zdroj?]

##### Odhad haploskupiny
Haploskupinu lze s jistou nepřesností odhadnout i z příslušného haplotypu. K tomu slouží např. on-line kalkulátor nevgen.org.

### Test mitochondriální DNA (mtDNA)

Mitochondriální DNA potomci dědí v přímé ženské linii (tj. vždy od matky).

Mateřskou linii předků lze stopovat pomocí mitochondriální DNA (mtDNA). Tato DNA je přenášena z matky na potomstvo beze změn.

#### Předmět testů
Dle současných konvencí je mtDNA rozdělena do tří oblastí. Těmi jsou kódující oblast a dvě hypervariabilní oblasti (HVR1 a HVR2). Veškeré výsledky se srovnávají s daty Evropana, patřícího do haploskupiny H. Tento vzorek je známý jako Cambridžská referenční sekvence (CRS).
Zjištěné odchylky se porovnají s daty jiné osoby. Při nalezení shody je snahou určit hrubý časový rámec, kdy mohl žít jejich společný předek, což ale může zkreslit mj. i efekt hrdla lahve. Nejběžnějším testem je analýza oblasti HVR1, případně kombinace HVR1 spolu s HVR2. Někteří lidé si dokonce nechávají analyzovat kompletní mtDNA.

#### Rozbor výsledků

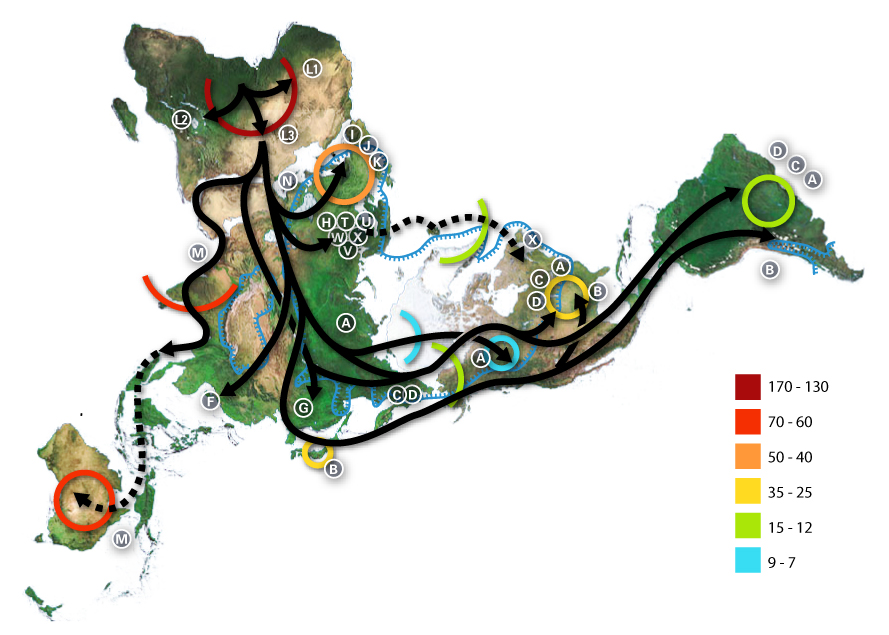
Mapa lidské migrace z Afriky na základě mitochondriální DNA. Čísla reprezentují tisíce let zpět od současnosti. Modrá linie ohraničuje oblast ledovce během poslední doby ledové. Ve středu leží severní pól. Afrika, výchozí místo migrace, leží v horním levém rohu. Jižní Amerika se nachází vpravo.

Základním testem je analýza oblasti HVR1. Pořadová čísla nukleotidů jsou zde v rozsahu 16001-16569. První dvě číslice se někdy v protokolech neuvádějí, tzn. namísto 16519C je ve výsledku 519C.
| Oblast           | HVR1                          | HVR2             |
| Rozdíly vůči CRS | 111T,223T,259T,290T,319A,362C | Nebylo testováno |

Podrobnější testy analyzují také hypervariabilní oblast 2 (HVR2). Nukleotidy v této oblasti jsou číslovány v rozsahu 073-577.
| Oblast           | HVR1                          | HVR2           |
| Rozdíly vůči CRS | 111T,223T,259T,290T,319A,362C | 073G,146C,153G |

#### Haploskupina
Většina výsledků zahrnuje odhad haploskupiny mtDNA.
| Fylogenetický strom haploskupin lidské mitochondriální DNA (mtDNA) |                                      |      |      |      |      |      |      |      |      |      |      |      |      |      |    |    |        |        |   |   |   |   |   |   |   |  |   |   |   |   |  |  |  |  |    |    |    |
|                                                                    | Poslední společný předek (mtDNA) (L) |      |      |      |      |      |      |      |      |      |      |      |      |      |    |    |        |        |   |   |   |   |   |   |   |  |   |   |   |   |  |  |  |  |    |    |    |
| L0                                                                 | L1–6                                 | L1–6 | L1–6 | L1–6 | L1–6 | L1–6 | L1–6 | L1–6 | L1–6 | L1–6 | L1–6 | L1–6 | L1–6 | L1–6 |    |    |        |        |   |   |   |   |   |   |   |  |   |   |   |   |  |  |  |  |    |    |    |
| L0                                                                 | L1                                   | L2   |      |      |      | L3   | L3   | L3   | L3   | L3   | L3   | L3   | L3   | L3   | L3 | L3 | L3     | L3     |   |   |   |   |   |   |   |  |   |   |   |   |  |  |  |  | L4 | L5 | L6 |
| L0                                                                 | L1                                   | L2   | M    | M    | M    | M    | M    | M    | M    | N    | N    | N    | N    | N    | N  |    |        |        |   |   |   |   |   |   |   |  |   |   |   |   |  |  |  |  | L4 | L5 | L6 |
| L0                                                                 | L1                                   | L2   | CZ   | CZ   | D    | E    | G    | Q    |      | O    | A    | S    | R    | R    | R  | R  | R      | R      | R | R | R | R | R | R | R |  | I | W | X | Y |  |  |  |  | L4 | L5 | L6 |
| L0                                                                 | L1                                   | L2   | C    | Z    | D    | E    | G    | Q    | B    | O    | A    | S    | F    | R0   | R0 |    | pre-JT | pre-JT |   |   | P | P |   | U |   |  | I | W | X | Y |  |  |  |  | L4 | L5 | L6 |
| L0                                                                 | L1                                   | L2   | C    | Z    | D    | E    | G    | Q    | B    | O    | A    | S    | F    | HV   | HV | JT | JT     | K      |   |   | P | P |   |   |   |  | I | W | X | Y |  |  |  |  | L4 | L5 | L6 |
| L0                                                                 | L1                                   | L2   | C    | Z    | D    | E    | G    | Q    | B    | O    | A    | S    | F    | H    | V  | J  | T      | K      |   |   | P | P |   |   |   |  | I | W | X | Y |  |  |  |  | L4 | L5 | L6 |

Liší-li se výsledná haploskupina dostatečně od CRS, lze považovat odhad za uspokojivý. Pro velké skupiny jako je haploskupina H jsou k dispozici dodatečné testy, které pomáhají rozlišit případné podskupiny.

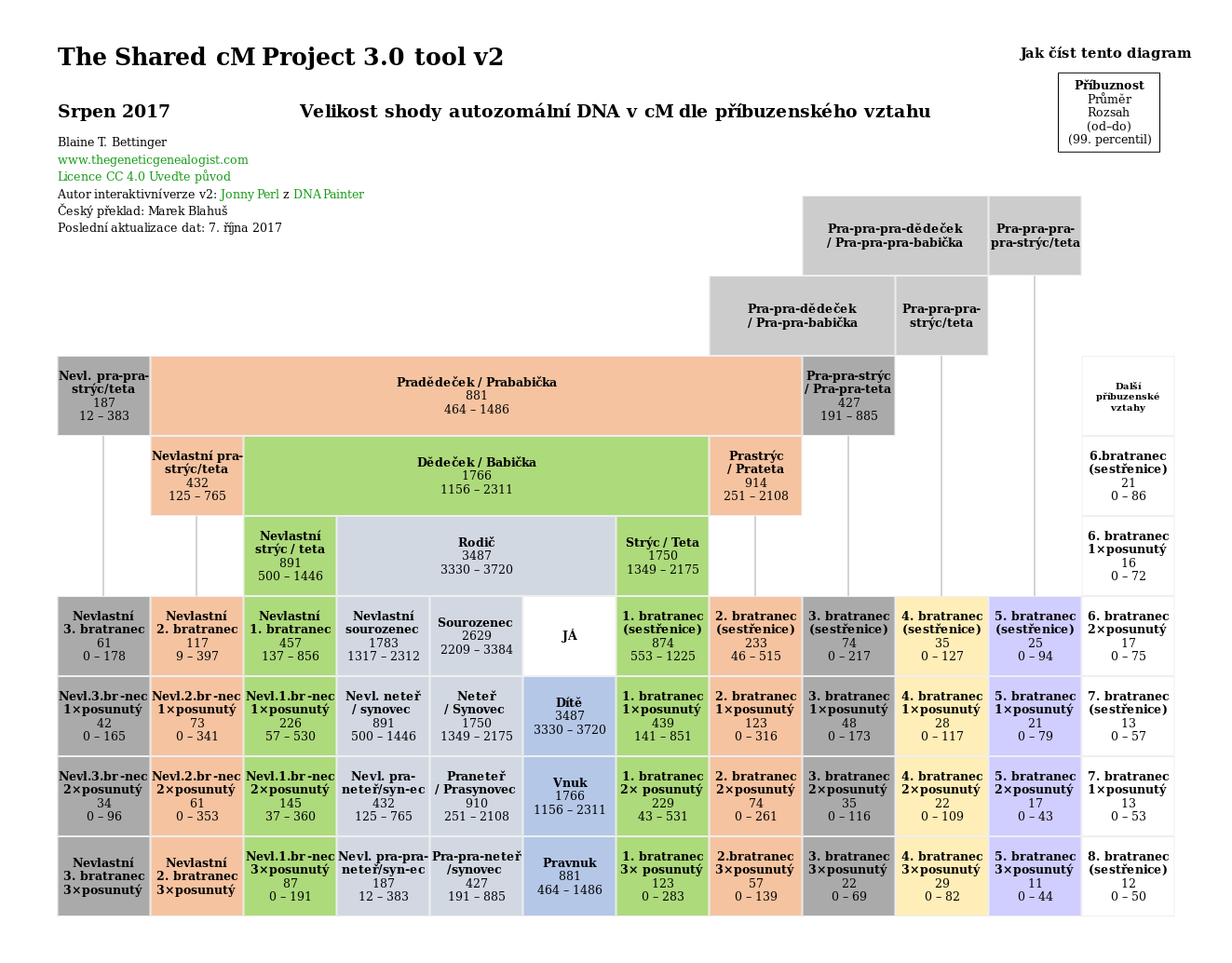
Graf znázorňující množství sdílené autozomální DNA odpovídající jednotlivým příbuzenským vztahům (přibližně 3487 cM odpovídá 50 % sdílené DNA, tj. vztahu rodič-dítě).

### Test autozomální DNA
Testy DNA na nepohlavních chromozómech slouží ke stanovení procentuálního zastoupení určitých etnik mezi předky testované osoby, případně k hledání společných znaků mezi více testovanými osobami, jejichž nalezením lze odhalit existenci společného předka v několika posledních generacích. U tohoto typu testování se využívá SNP-markerů, což jsou pozice DNA, na kterých došlo k záměně nukleotidů. Tento typ testů je populární zejména u nových populací, jako jsou obyvatelé USA, protože jim umožňuje získat představu o geografickém původu jejich předků v posledních pár staletích. Vyvozování závěrů o etnickém původu z naměřených hodnot je založeno na vzorkování současných populací a zkušenostech z výsledků předchozích testování, takže kvalita výsledků může růst až s velikostí databáze otestovaných vzorků. Určení blízké příbuznosti dvou jedinců je tedy sice poměrně jednoznačné, ale stanovení procentuálního geografického původu předků je z uvedených důvodů v mnoha případech dosud poměrně kontroverzní a jeho výsledky dosud nebyly podrobeny náležité a nezávislé studii.

## Databáze výsledků
Výsledky genetických testů jsou vkládány do databází, s jejichž pomocí mohou genealogové vyhledávat osoby se shodným nebo podobným genetickým profilem a vzájemně se kontaktovat.
Zdaleka největší databáze tohoto typu provozují zahraniční (převážně americké) testovací společnosti, které také nabízejí ve srovnání s českými poskytovateli mnohem rozsáhlejší a pokročilejší způsoby testování, a to často i za lepších nebo srovnatelných podmínek. Podle odhadů bylo k září 2018 v pěti největších databázích mezinárodních databázích (Ancestry DNA, Family Tree DNA a GEDmatch, MyHeritage a 23andMe) uloženo celkem přes 25 milionů výsledků genetických testů. Databáze GEDmatch se od ostatních odlišuje tím, že není svázána s žádnou testovací společností a je do ní možné vložit výsledky ze všech ostatních. I některé kombinace databází testovacích společností jsou takto prostupné, někdy je ovšem pro plnohodnotný přenos nutno uhradit poplatek. Databáze Family Tree DNA obsahuje vedle autozomálních testů i výsledky několik stovek tisíc vzorků Y-DNA různé úrovně podrobností.
Provoz dříve populární otevřené databáze Y-Search, která fungovala od roku 2003 a sesbírala na 219 tisíc výsledků testů Y-STR, byl ukončen 24. května 2018 v souvislosti se zaváděním nařízení GDPR.

### Česko
Specificky na české vzorky zaměřené databáze jsou řádově menšího rozsahu, ale vzhledem k jejich využívání menšími českými výzkumnými projekty mohou obsahovat vzorky rodů, které se v zahraničních databázích nevyskytují.
Volně dostupná a na testovacím subjektu nezávislá je databáze Česká Y-DNA na serveru Genebáze, která v roce 2020 překonala hranici 3500 vzorků otcovských linií (Y-STR) s původem na území Česka. Hlavním zdrojem dat pro tuto databázi je český vědecký projekt Genetika a příjmení s výsledky v podobě 23 STR-markerů. Genebáze hostí též menší databáze slovenské Y-DNA a české mtDNA.
Tzv. Česká národní genografická databáze spravovaná společností Genomac uváděla v letech 2013–2020 stále okolo 5000 záznamů. Většina z nich jsou výsledky testů provedených u této společnosti a jsou tvořeny základní sadou 12 STR-markerů.

## Přínosy
Genealogické testy DNA jsou populární pro snadný odběr vzorků a zajímavé výsledky, které pomáhají v dalším genealogickém výzkumu. Testy umožňují určit, zda jsou dvě osoby příbuzné či nikoliv. Pokud ano, lze zároveň určit časový rámec, kdy žil jejich společný předek. DNA testy jsou objektivní, průkazné a navíc relativně rychlé.

## Stinné stránky
Y-DNA se dědí z otce na syna. Tato linie je přerušena, jakmile se v ní vyskytne nemanželský syn. Genealogický test založený na vyšetření Y-chromozómu otce a syna tak spolehlivě odhalí non-paternitu, tedy biologickou nepříbuznost, avšak pouze u synů daného otce.
Mitochondriální DNA se dědí z matky na všechny její potomky, ovšem pouze dcery předávají tuto informaci dále. Genealogický test založený na vyšetření mitochondriální DNA matky a její dcery nebo syna tak spolehlivě odhalí non-maternitu, tedy biologickou nepříbuznost matky s kterýmkoli z jejich dětí.
Mitochondriální DNA otce se nepřenáší na žádného jeho potomka.

## Zdravotnické informace
Přestože primárním výstupem genealogických testů DNA nejsou žádné zdravotnické informace nebo zjišťování dědičných chorob, byla nalezena korelace mezi nízkou hodnotou markeru DYS 464 a neplodností, a dále mezi haploskupinou H a odolností vůči sepsi. Některé haploskupiny jsou spojovány s dlouhověkostí.

## Genetická genealogie a ochrana osobních údajů
Testování Y-DNA a mtDNA za účelem stanovení haploskupiny a predikce geografického původu předků je v České republice částečně ošetřeno zákonem o Ochraně osobních údajů č. 101/2000 Sb. V České republice byla vzhledem k dominantnímu postavení na trhu jako první Úřadem na ochranu osobních údajů prověřována společnost Genomac. V průběhu šetření byly zjištěny nedostatky ve formulacích informovaných souhlasů, které společnost používala při získávání vzorků od zadavatelů DNA testů. Dodávané informované souhlasy nesplňovaly požadavky výše zmíněného zákona 101/2000 Sb, společnost též uchovávala vzorky DNA po dobu delší, než jí tento zákon umožňuje. Vzhledem k tomu byla společnosti následně udělena bezprecedentní pokuta ve výši 90 tis. Kč.
V některých zemích, například ve Francii, Polsku a Izraeli, byly či dosud jsou genealogické testy na objednávku zákazníků zakázány. Některé z nich totiž umožňují učinit stejné závěry jako paternitní test, tedy potvrdit nebo vyloučit otcovství dítěte, což je v těchto zemích zákonem zakázáno.